# John Carlsen
Pour les articles homonymes, voir Carlsen.
John Carlsen, né le 31 décembre 1961 à Frederiksværk, est un coureur cycliste danois des années 1980.

## Biographie
Professionnel de 1988 à 1991, il remporta notamment une étape du Tour d'Italie 1989. 

## Palmarès

### Palmarès amateur
- 1978
  - 2e du championnat du Danemark du contre-la-montre par équipes juniors
- 1981
  - 2e du championnat du Danemark sur route amateurs
- 1982
  - 4e étape du Tour de Suède
- 1984
  - 2e du Tour de Berlin
- 1985
  - Champion des Pays nordiques du contre-la-montre par équipes (avec Brian Holm, Jack Arvid Olsen et Jesper Skibby)
  - 4e étape du Circuit des mines
  - 2e de l'Archer Grand Prix
  - 2e du championnat du Danemark sur route amateurs
  - 3e du Circuit des mines
- 1986
  - 3e du championnat des Pays nordiques du contre-la-montre par équipes
- 1987
  - 2e de Paris-Connerré
  - 3e du Circuit des mines
  - 3e du Trophée Mavic

### Palmarès professionnel
- 1988
  - 1re étape du Tour du Portugal
- 1989
  - 8e étape du Tour d'Italie

## Résultats sur les grands tours

### Tour de France
3 participations
- 1989 : 53e
- 1990 : abandon (8e étape)
- 1991 : abandon (13e étape)

### Tour d'Italie
1 participation
- 1989 : 40e, vainqueur de la 8e étape

### Tour d'Espagne
2 participations
- 1988 : 105e
- 1990 : abandon